# Stanisław Gawłowski
Stanisław Gawłowski (nacido el 27 de noviembre de 1968 en Rozyna, Polonia) es un político Polaco. Fue elegido al  Sejm el 25 de septiembre de 2005 con 7879 votos en 40 distritos de Koszalin; candidato de la Platforma Obywatelska.